# Premios Max
Die Premios Max sind der bedeutendste Preis für darstellende Künste in Spanien. Sie sind vergleichbar mit dem Molière-Theaterpreis in Frankreich, dem Laurence Olivier Award in Großbritannien oder dem Tony Award in den USA.

## Geschichte
1998 beschloss die Sociedad General de Autores y Editores (SGAE), die Preisverleihung ins Leben zu rufen. In der Folge fand sie an verschiedenen Orten in Madrid, Barcelona, Sevilla, Bilbao, Valencia, Vigo, Zaragoza, Guadalajara, Gran Canaria und Córdoba statt.
Die Gewinner werden durch Kollegen in einem Prozess über zwei Runden in geheimer Abstimmung gewählt. Die Trophäe in Form eines Apfels mit einer Maske wurde von dem Dichter und Künstler Joan Brossa gestaltet. Die Preisverleihung findet immer im Frühling statt.

## Preiskategorien
- Mejor Espectáculo de Teatro Musical
- Mejor Espectáculo de Danza
- Mejor Espectáculo Infantil
- Mejor Espectáculo Revelación
- Mejor Autoría Teatral
- Mejor Autoría Revelación
- Mejor Adaptación de Obra Teatral
- Mejor Composición Musical para Espectáculo Escénico
- Mejor Coreografía
- Mejor Dirección de Escena
- Mejor Escenografía
- Mejor Figurinista
- Mejor Diseño de Iluminación
- Mejor Actriz
- Mejor Actor
- Mejor Intérprete Femenina de Danza
- Mejor Intérprete Masculino de Danza
- Mejor Empresa o Producción Privada de Artes Escénicas
- Premio de Honor
- Premio Max Aficionado
- Premio a la Contribucción a las Artes Escénicas[3]